# Gmina Malzi
Gmina Malzi (alb. Komuna Malzi) – gmina położona w północno-zachodniej części kraju. Administracyjnie należy do okręgu Kukës w obwodzie Kukës.  W 2011 roku populacja wynosiła 3072 mieszkańców – 1584 mężczyzn oraz 1488 kobiet. 
W skład gminy wchodzi dwanaście miejscowości: VA-Spas, Pistë, Shikaj, Dukagjin, Petkaj, Mgullë, Gdhesthë, Shtanë, Kryemadh, Qam, Shemri, Kalimash.